# 전지연 (가수)
전지연(1983년 11월 26일 ~ )은 대한민국의 가수로, 국가무형문화재 57호 이수자다. 음악학 석사 ,상명대학교 대학원 박사수료.장안대학교 연기영상과.뮤지컬학과 전임교수 역임과  건국대학교 미래지식교육원 노래지도자학과 출강 .대한민국 창작 향토가요제 문화부장관 대상수상자이다

## 방송
- 콘테스트M2 (2022) - Top14
- MBC 마이리틀시즌2 출연
- KBS 아침마당 명불허전 "행사의신"

## 음반
- 퓨전 국악 연지연 관광 디스코 1,2 (2017)
- 춤추는 내인생 (2017)
- 사랑의 정 (2019)
- 인생가 (2020)
- Parasite(기생충)-전지연 퓨전국악트로트 #5 (2020)
- 모정의 가슴앓이 (2022)

## 경력
- 前 장안대학교 전임조교수
- 現 건국대학교미래지식교육원 출강
- 고앙시 국악협회 이사
- 사단법인 행복나눔연예인봉사단 부단장

## 수상
- 제20회 대한민국 창작 향토가요제 대상(문화체육관광부장관상) (2022)
- 국악지도자 공로대상